# Io Casino
Io Casino (nascuda el 1973) és una artista visual i de so andorrana, vocalista i música experimental establerta a Barcelona.
Io Casino va néixer a Andorra el 1973 i es va establir a Barcelona l'any 1994. Va iniciar la seva pràctica artística en la dècada de 1980 amb dibuixos, i posteriorment va expandir la seva obra cap al so, la veu, el baix elèctric i tècniques electròniques. La seva trajectòria forma part de l’escena experimental barcelonina, documentada a través de catàlegs i festivals.
Treballa en disciplines com el dibuix, la pintura, l'escultura, la fotografia, les arts visuals o la composició electroacústica. Ha participat en exposicions d’àmbit institucional com el Museu Reina Sofía – Audiosfera –, i en individuals com la galeria **Taranmana**. També ha rebut cobertura a premsa mainstream entre d'altres amb un concert improvisat de baix, veu i electrònica presentat a Barcelona.
Com a dinamitzadora, productora i gestora cultural ha creat projectes des del 1991: Comú d'Andorra la Vella (1991-1993), Gràcia Territori Sonor (1996-2007), Associació Sónicas (2004-2010), Laboratori Musical Les Basses a l'Espai Jove les Basses (2008-2019), etc.
Ha col·laborat en projectes sonors i en programes de ràdio independents, com UNDÆ! Radio #54. A Ràdio Gràcia va crear el programa "Oïda Selectiva" (2000-2003) amb entrevistes en directe a reconeguts músics de l'escena de l'experimentació sonora com: Sergi Jordà, Mark Cunningham, Nad Spiro, Koji Asano i un llarg etcètera.
Ha participat en exposicions individuals com a la galeria Taranmana, Espai Drap Art i en col·laboracions musicals amb membres de l’escena experimental de Barcelona i internacional, com ara Aton Ignorant, Eduardo Polonio, Damo Suzuki, Francisco López, Kasper Toeplitz, Mireia Tejero, Pelayo Arrizabalaga o Víctor Nubla.
Juntament amb Víctor Nubla, van liderar l'associació Gràcia Territori Sonor, un col·lectiu dedicat a la creació i difusió de la música experimental a Barcelona. El projecte Gràcia Territori Sonor va rebre la Medalla d'Honor de la ciutat de Barcelona 1997, «per fer possible l'impuls de la música experimental en viu al barri de Gràcia, i la seva projecciócom a territori cultural urbà a l'abast de la ciutat, amb la voluntat d'estendre'l a d'altres països europeus».
Les col·laboracions artísques Nubla - Casino són:
- Civilización (1997-1998), Victor Nubla, arpa Suzuki; Io Casino, guitarra i violí de joguina.
- Trio Internacional de Clarinetes (1997), Victor Nubla, clarinet i clarinet baix modificats electrònicament, Io Casino, clarinet modificat electrònicament, Ainhoa Arconuru ,clarinet modificat electrònicament.
- Els set ex-pianos de la setmana (1998), Victor Nubla, Bel·lo Torras, Ramon Bigas, Manel Esclusa, Daniel Carbocci, Alain Wergifosse, Io Casino.
- Leonidas (1998-1999), Victor Nubla, clarinet modificat electrònicament; Anton Ignorant, guitarra elèctrica i CD; Io Casino, Baix elèctric modificat electrònicament.
- NublaFelizPezZush+Casino (1998-2000), Victor Nubla, clarinet modificat electrònicament; Marc Almiñana, percusions; Zush, Sintetitzador Moog, Io Casino, Baix elèctric modificat electrònicament.
- DEDO (2002-2004), Victor Nubla, sampler; Io Casino, veu. Amb les col·laboracions puntuals de Pelayo Arrizabalaga, clarinet, vinils; Guillermo Madrigal, dj; Pau Torres, sampler.
- Antichton System (2001-2002).
- Colectivo Hispano Suiza (2002-2003), Victor Nubla, Sampler, Pelayo Arrizabalaga, Saxo i giradisc; Jesús Turiño, baix; Io Casino, veu.
- Bous! (2002) Victor Nubla, sampler; Io Casino, baix elèctric.

La premsa catalana, els catàlegs culturals i les publicacions acadèmiques reconeixen Io Casino com una artista interdisciplinària activa en la investigació sonora i visual dins l’escena experimental. La Revista del Instituto Cervantes (núm. 12) la cita dins del panorama contemporani de creació cultural.

## Discografia
- Martin's Cape, 2023.
- Live in Cerbéré, 2021.
- Sons Rars, 2021.
- "Summum Bonum" – inclosa al programa Audiosfera del Museu Reina Sofía, 2020.[9]
- Inés, 2014.
- Aurea / Bestialas, 2014.
- Bestialas, 2014.
- Mil lluvias,  2014.
- Venia Est Pax, 2013.
- Wioland drin Baetuloland, 2013.
- LYS, 2010.
- Blue Moon, 2010.
- DEDO - Avatar - CD, 2004.
- DEDO - Momento Cero- CD, 2003.
- "Cicalà" – CD (Mini-Album), 2003.[10]
- Absolute Noise Ensemble - Live at MACBA at 'Sonic Process' CD, 2002.
- "VIK" – amb Víctor Nubla i Kasper T. Toeplitz, enregistrat en directe a Barcelona el 2001.[11]
- Mundo das Ferramentas - CD, 2001.
- Antichton - CD, 2001.
- io casino -CD, 1998.